# Roger Chartier
Roger Chartier, nascut el 9 de desembre de 1945 a Lió, és un historiador i historiògraf francès que forma part de l'escola dels Annales. Treballa en la història del llibre, l'edició i la lectura. Ensenya en la École des Hautes Études en Sciences Socials de París, en el Collège de France i en la Universitat de Pennsilvània.

## Honors i premis acadèmics
- Guanyador del Premi Anual de 1990 de l'Associació Americana d'Història d'Impressió.
- Gran Premi d'histoire (Gran Premi Gobert) de l'Académie française l'any 1992.

## Publicacions
- Cultural History: Between Practices and Representations (Cornell University Press, 1989)
- The Cultural Origins of the French Revolution (Bicentennial Reflections on the French Revolution) (Duke University Press Books, 1991)
- The Order of Books: Readers, Authors, and Libraries in Europe Between the 14th and 18th Centuries (Stanford University Press, 1994)
- Forms and Meanings: Texts, Performances, and Audiences from Codex to Computer (New Cultural Studies) (University of Pennsylvania Press, 1995)
- On the Edge of the Cliff: History, Language and Practices (Parallax: Re-visions of Culture and Society) (The Johns Hopkins University Press, 1996)
- Inscription and Erasure: Literature and Written Culture from the Eleventh to the Eighteenth Century (University of Pennsylvania Press, 2008)